# Barilius bendelisis
Barilius bendelisis är en fiskart som först beskrevs av Hamilton, 1807.  Barilius bendelisis ingår i släktet Barilius och familjen karpfiskar. IUCN kategoriserar arten globalt som livskraftig. Inga underarter finns listade.